# Moncho Martínez
Luis Ramón Martínez Yanez (Maracaibo, 14 de agosto de 1965) más conocido como Moncho Martínez, es un comediante, humorista, actor, guionista, músico, animador y productor televisivo venezolano. Es conocido también por haber sido el productor general y actor principal de ¡Qué Locura!,  un programa de televisión venezolano de género comedia producido y transmitido por la cadena Venevisión. También se desempeñó como conductor de El Show del Vacilón junto a Wilmer Ramírez.

## Primeros años
Nacido en Maracaibo, se profesionalizó como publicista, productor televisivo, músico y actor. Comenzó a hacer sus pinitos en el mundo del espectáculo, como gaitero donde se desempeñaba como percusionista y compositor a la par de compartir su tiempo como redactor creativo y autor de jingles comerciales, estando en el grupo gaitero «Los Morillos». Ahí se da la oportunidad que Betulio Medina lo invite a entrar en las filas de «Santo Domingo 15», conjunto del que fue uno de los integrantes y asesor de producción por 15 años. Moncho, como se le conoce cariñosamente en el mundo artístico, también ha sido el productor general y socio de Betulio Medina en sus dos CD como solista de clásicos del Merengue.
En televisión comienza a trabajar junto a Guillermo "Fantástico" González como productor y editor del «Show de Fantástico», transmitido por Venezolana de Televisión y Televen. De allí pasó a RCTV con «Cuanto Vale el Show» desempeñándose como productor general y libretista. Llega a Venevisión en esta última etapa exitosa del programa donde compartió la responsabilidad de la producción junto a Hugo Carregal, su amigo personal y apoyo en su carrera. Al finalizar «Cuanto Vale el Show» la dupla de Hugo y Moncho repiten el éxito con el programa ¡Qué Locura! donde sorprende en una faceta no conocida: la de actor. 
Crea y caracteriza al odiado y querido Inspector Rodríguez, el chef internacional Ermo, Ruperto, al tocón y buzo Pintor Malandro, el Pecas, el llanero Melqueades, el payaso Albóndiga, el psíquico Ricardo, el famoso Carlitos Dugarte, el 13080 en «Te Voy a Sorprender», el presentador argentino Pibe en «Entrevista con el Pibe», el despreciable y antipático Leonel Ventura en «Ayudando a la Familia con la Doctora Machado», el malhumorado y gracioso empresario Roberto Carrero quien confunde a todos los artistas vía telefónica con sus irónicas ofertas y su peculiar forma de hablar, al igual que Manuel Morejón y Arquímedes estilista y maquillador, (margariteño) creador de su propia línea cosmética, invitado especial en «El Show de Luisa».

## Teatro
El teatro ha sido una de las grandes pasiones de Moncho. Fue el productor de la gira nacional del monólogo de Orlando Urdaneta «Divorciarme Yo». Como escritor ha realizado comedias teatrales como «Quitémonos la careta» protagonizada por Víctor Cámara y Milena Santander, «Fabiolita Abusadorcita» con Fabiola Colmenares y el elenco de ¡Qué Locura!, y «Las Locuras del Inspector Rodríguez», que lo ha llevado a países como República Dominicana, Panamá, Honduras, Colombia y los Estados Unidos en ciudades como Miami y Los Ángeles. Actualmente se presenta con su stand up «Qué Locura de Amor» y junto al comediante Wilmer Ramírez también giran con un show llamado «¡A que te ríes de nuestra locura!».

## Personajes
- «Inspector Rodríguez»: Martínez se hizo conocido internacionalmente por su personaje de El Inspector Rodríguez,[6] donde para en el auto a una celebridad que está manejando hacia el estacionamiento de Venevisión, pensando que va a ser entrevistada en un programa de televisión. Entonces este "guardia de seguridad" le dice que no podrá entrar debido a que su nombre no aparecía en la lista de los invitados de Venevisión de ese día. Este popular guardia es llamado hoy en día El Inspector Rodríguez.[7]

- - El Inspector Rodríguez es conocido como «El abusadorcito» y su frase popular es «malvavisco asado» De igual forma, hace desesperar a los artistas, utilizando el radio para atender asuntos personales (fiestas, comidas, reuniones, etc.) mientras estos esperan llamando a «Pacheco» de singular forma --- "Pacheco, Pacheco, 94-8, al 7 pago, le pido prestado al de al lado, ¿me copias?".[8]

- -     - El origen del nombre del Inspector Rodríguez, surgió en el momento cuando Moncho está junto con otros compañeros actores humoristas y Daniel Sarcos, en donde este estaba preguntando rápidamente los apodos de los presentes para sus personajes, y en el momento que le pregunto a Martínez, quién fue el último, cuál era el de él, no tenía nada en la mente y lo único que se acordó fue de su compañero Félix Cumbe, cuya respuesta fue: "Rodríguez, el Inspector Rodríguez".

Sarcos: ¡¿Y usted cómo se llama?!

Martínez: ...¡Rodríguez!, el Inspector Rodríguez.

- «Cocinando con Ermo», programa de cocina encabezado por Ermo, quien es un chef nacido en Maracaibo, el cual se avergüenza de sus orígenes y quiere hacer creer a todos que nació en Francia. Su nombre real es Ermócrates de Jesús.
- «Albóndiga y Spaghetty», show ficticio para niños, en donde detrás de cámaras, el payaso Albóndiga, oriundo de Maracaibo, ingiere bebidas alcohólicas, fuma cigarrillos, trata mal a los niños, llega con prostitutas al programa, haciendo que el invitado (víctima de la broma), pase un mal rato.
- «El Show de Pecas y Compotas», pareja de entrevistadores con problemas de celos, los cuales involucran al entrevistado.
- El Psíquico Ricardo, psíquico nacido en Maracaibo, el cual entrevista a artistas, mientras que al mismo tiempo, adivina el pasado y futuro de las víctimas en su programa ficticio.
- Leonel Ventura, artista dominicano, autor de las canciones «Con la Salchicha Adentro» y «El Baile del Machete». Fue invitado a un programa ficticio llamado «Ayudando a la familia» junto a la Dra. Machado.
- El Pintor Malandro, pintor caraqueño de Venevisión, quien abusa de la confianza de trabajadores y artistas en los pasillos del canal.
- Ruperto, un fanático con aparente discapacidad mental, quien de forma torpe e imprudente, busca incomodar a diferentes artistas en una entrevista ficticia.
- Roberto Carrero.
- Manuel Morejón, operador de un banco oriundo de Maracaibo.
- El Pibe, entrevistador argentino.
- No Griten que es Peor.
- Melquiades, personaje oriundo del llano de Venezuela.
- Arquímedes, un falso cosmetólogo oriundo de la Isla de Margarita, exactamente de Boca de Río, quien en realidad es un pescador, el cual es invitado a un programa ficticio llamado «El show de Luisa».
- Carlitos Dugarte el 13.080, conductor de un programa ficticio llamado «Te voy a sorprender».
- John Miller, un funcionario de la Embajada de Estados Unidos en Venezuela, en «La Visa Loca».
- Batman Loco, se trata del famoso superhéroe Batman, pero en una versión venezolana. El personaje solamente fue interpretado en la cuenta oficial de Moncho Martínez en Instagram.

## ¡Qué Locura!
¡Qué Locura! es un programa que tiene como origen conceptual las cámaras ocultas o indiscretas, con las cuales se registran escenas totalmente reales y espontáneas. Su particularidad fundamental es que las víctimas son artistas famosas o figuras públicas, quienes muestran a los espectadores su lado humano.
Este programa se estrenó el 4 de abril de 2000 y era conducido originalmente por el humorista venezolano Ernesto Cortez. Por otra parte era transmitido los miércoles a las 8:00 p. m. pero, en la actualidad lo conduce Luis "Moncho" Martínez , y lo hace todos los domingos a las 10:00 p. m. (hora de Venezuela). En la actualidad, ¡Qué Locura! está totalmente renovado y continúa en primer lugar en todos los hogares de Venezuela, Latinoamérica y Estados Unidos de costa a costa.

### Curiosidades
La música de ¡Qué Locura! fue compuesta por Luis "Moncho" Martínez junto al maestro Eli Cordero, así como los jingles navideños usados por Venevisión para los cierres de sus promociones en la época decembrina de 2003.

## Filmografía
- Al fin y al cabo (2008)
- ¡Qué Detectives! (2012)